# Petersburg (Dakota Północna)
Petersburg – miasto w Stanach Zjednoczonych, w stanie Dakota Północna, w hrabstwie Nelson.